# Ernst Landgrebe
Ernst Heinrich Landgrebe (* 15. September 1878 in Hoof; † 13. März 1955 in Frankfurt am Main) war ein deutscher Pädagoge und Politiker (DVP, LDP, FDP).

## Leben und Beruf
Nach dem Besuch der Volksschule absolvierte Landgrebe eine Lehrerausbildung und arbeitete seit 1909 als Mittelschullehrer in Frankfurt am Main. 1925 wurde er Rektor.

## Partei
In der Weimarer Republik gehörte er der Deutschen Volkspartei an und war Fraktionsvorsitzender seiner Partei im Römer und Landesvorsitzender der DVP in Hessen-Nassau.
Nach dem Zweiten Weltkrieg schloss Landgrebe sich der Liberal-Demokratischen Partei in Hessen an, aus der 1948 der hessische FDP-Landesverband hervorging.

## Abgeordneter
Landgrebe wurde 1919 in den Rat der Stadt Frankfurt gewählt, dem er bis 1933 angehörte. 1945 war er Mitglied des Frankfurter Bürgerrats. Er war 1946 Mitglied der Verfassungberatenden Landesversammlung von Groß-Hessen, gehörte von 1946 bis 1954 dem hessischen Landtag an und war dort von 1951 bis 1954 Vorsitzender der FDP-Fraktion. Er war Vorsitzender des ersten Untersuchungsausschusses des hessischen Landtags, der (auf Antrag der LDP) den Auftrag der Nachprüfung der Geschäftsführung des ehemaligen Präsidenten des Landesernährungsamtes, Fritz Dietz hatte. Er war 1949 Mitglied der ersten Bundesversammlung.

## Ehrungen
- 1953: Großes Verdienstkreuz der Bundesrepublik Deutschland